# Peah (Talmude)
Peah (hebraico, פֵּאָה, literalmente "Parado na Esquina") é o segundo tratado de Seder Zeraim a ("Ordem das Sementes") da Mishná e do Talmude. O tratado é uma continuação adequada do Seder Zeraim.
Seguindo o assunto inicial das bênçãos, exortando a uma atitude de reverência e gratidão, este tratado começa a discussão do tópico principal do Seder, a agricultura, com as leis dos "presentes" para os pobres. Dedica-se a seis categorias de obrigações:
1. peah: a esquina – a porção da colheita que deve ser deixada no campo para o pobre, de acordo com o versículo: Levítico 19:9 e 23:22;
2. leket: as espigas de grão que caiu da mão do ceifeiro ou da foice enquanto o grão é reunido durante a colheita (Levítico 19:9 e 23:22);
3. shichechá: fardos esquecidos – fardos deixados e esquecidos no campo enquanto a colheita é levada para a eira, assim como produto não ceifado esquecido pelas ceifeiras (Deuteronómio 24:19);
4. oleilot – cachos de uva imaturos (Deuteronómio 24:21);
5. peret – uvas que caíram dos seus cachos durante a vindima (Levítico 19:10); e
6. ma'aser ani – o dízimo do pobre – o dízimo destinado aos pobres no terceiro e sexto ano do ciclo agrícola de sete anos (Deuteronómio 14:28-29 e 26:12-13).

A massechet ou tratado de Peah consiste em oito capítulos e tem uma Guemará apenas no Talmude de Jerusalém. O capítulo oitavo discute as leis da atribuição e do direito à caridade pública, incluindo os dízimos e os presentes agrícolas. Conta que as comunidades judaicas mantinham dois tipos de organizações de caridade: tamchuy e kuppá. Uma era destinada aos viajantes, os quais deveriam receber comida e alojamento, incluindo comida extra para o Shabat. O outro era o fundo de caridade para os pobres locais. Ambas as instituições deveriam providenciar quantidades mínimas aos pobres dos fundos recolhidos pela comunidade local.
De interesse geral são a primeira e a última mishnayot (plural de Mishná) do tratado. Peah começa com a declaração que não existe um limite máximo para a peah, a esquina do campo. Ou seja, uma pessoa pode dar ao pobre quanto quiser da produção do seu campo, assim que tiver começado a colheita). Da mesma forma, declara que não existe limite máximo para os “bikkurim” (os primeiros frutos), a peregrinação, actos de bondade e o estudo de Torah. A mishná declara que a pessoa recebe recompensa neste mundo e no próximo através de actos como a honra pelo pai e a mãe, a bondade, fazer a paz entre as pessoas e que o estudo de Torah é equivalente a todos estes.
Igualmente, a última mishná é uma compilação de sermões éticos alertando as pessoas contra fingir a pobreza, tomando da caridade de forma imprópria e pervertendo a justiça. Por outro lado, elogia a pessoa pobre que é merecedora da caridade, mas que recusa os fundos públicos, trabalhando arduamente e vivendo de forma modesta. A essa pessoa, o verso de Jeremias 17:7 é aplicado: "Abençoado é o homem que confia em Deus; e Deus será a sua confiança."